# Tölgyes-apróbagoly

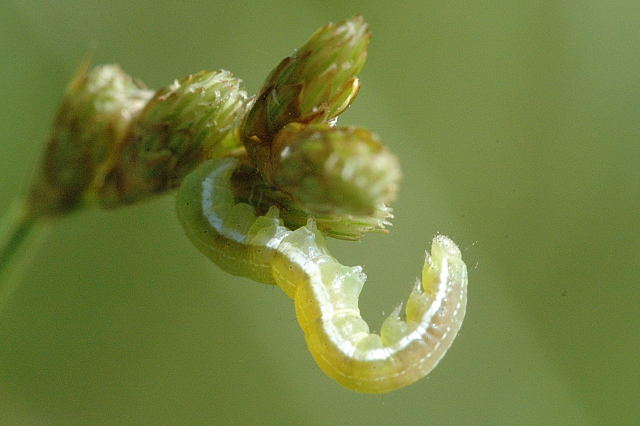
A lepke hernyója

A tölgyes-apróbagoly (Deltote deceptoria) a rovarok (Insecta) osztályának a lepkék (Lepidoptera) rendjéhez, ezen belül a bagolylepkefélék (Noctuidae) családjához tartozó faj.

## Elterjedése
Közép- és Dél-Európában, Oroszország európai részén elterjedt.  A faj hiányzik a Brit-szigeteken (kivéve a nyári bevándorlókat), Skandinávia nagy részén és Észak-Oroszországban. A faj jellegzetes lakója a nyitott, meleg gyepeknek, bokrok és fák közti tisztásoknak.

## Megjelenése
- lepke: a fej, tor és potroh, valamint az első szárny sötétbarna vagy fekete színű elszórt fekete és fehér pikkelyekkel, két fehér hullámos sávval, a szárnyfesztávolsága 23–25 mm. A hátsó szárnyak barnásszürkék
- hernyó: zöld, hátul egy kicsit világosabb
- a báb: sárgásbarna és zömök.

## Életmódja
- nemzedék:  egy vagy két nemzedéke van egy évben, második nemzedék csak a kedvező éghajlati területeken lehet. Az első nemzedéke áprilistól július közepéig jelenik meg, az esetleges második generáció júliustól augusztus végéig. A báb telel át, a bebábozódás a talajon zajlik le.
- hernyók tápnövényei:  fűfélék,  mint például a réti komócsin (Phleum pratense) és más mezei füvek és alkalmanként a lágyszárú növények.

## Fordítás
- Ez a szócikk részben vagy egészben  a   Buschrasen-Grasmotteneulchen című német Wikipédia-szócikk fordításán alapul.  Az eredeti cikk szerkesztőit annak laptörténete sorolja fel. Ez a jelzés csupán a megfogalmazás eredetét és a szerzői jogokat jelzi, nem szolgál a cikkben szereplő információk forrásmegjelöléseként.